# Сарычев, Василий Алексеевич
Не следует путать с Сарычев, Василий Алексеевич (моряк)
Василий Алексеевич Сарычев (1766 — после 1807) — русский кораблестроитель конца XVIII — начала XIX века, спроектировал и построил около 20 судов различного ранга и класса для Российского императорского флота, управляющий Санкт-Петербургского Главного Адмиралтейства, директор Исполнительной экспедиции Кораблестроительного департамента, корабельный мастер полковничьего ранга.

## Биография
Сарычев Василий Алексеевич родился в 1766 году. Учился корабельному делу в Англии. По указу Екатерины II был послан вместе с группой молодых людей в Англию, для изучения корабельной науки. Русский посол в Англии граф С. Р. Воронцов писал своему брату: «Я должен сказать, что те 8 или 9 молодых человека, которых я застал здесь, посланных для изучения теории и практики кораблестроения, все более или менее удались, в особенности двое: Сарычев и Степанов, которых признали здесь весьма способными». Вернувшись из Англии работал на Адмиралтейской верфи в Санкт-Петербурге.

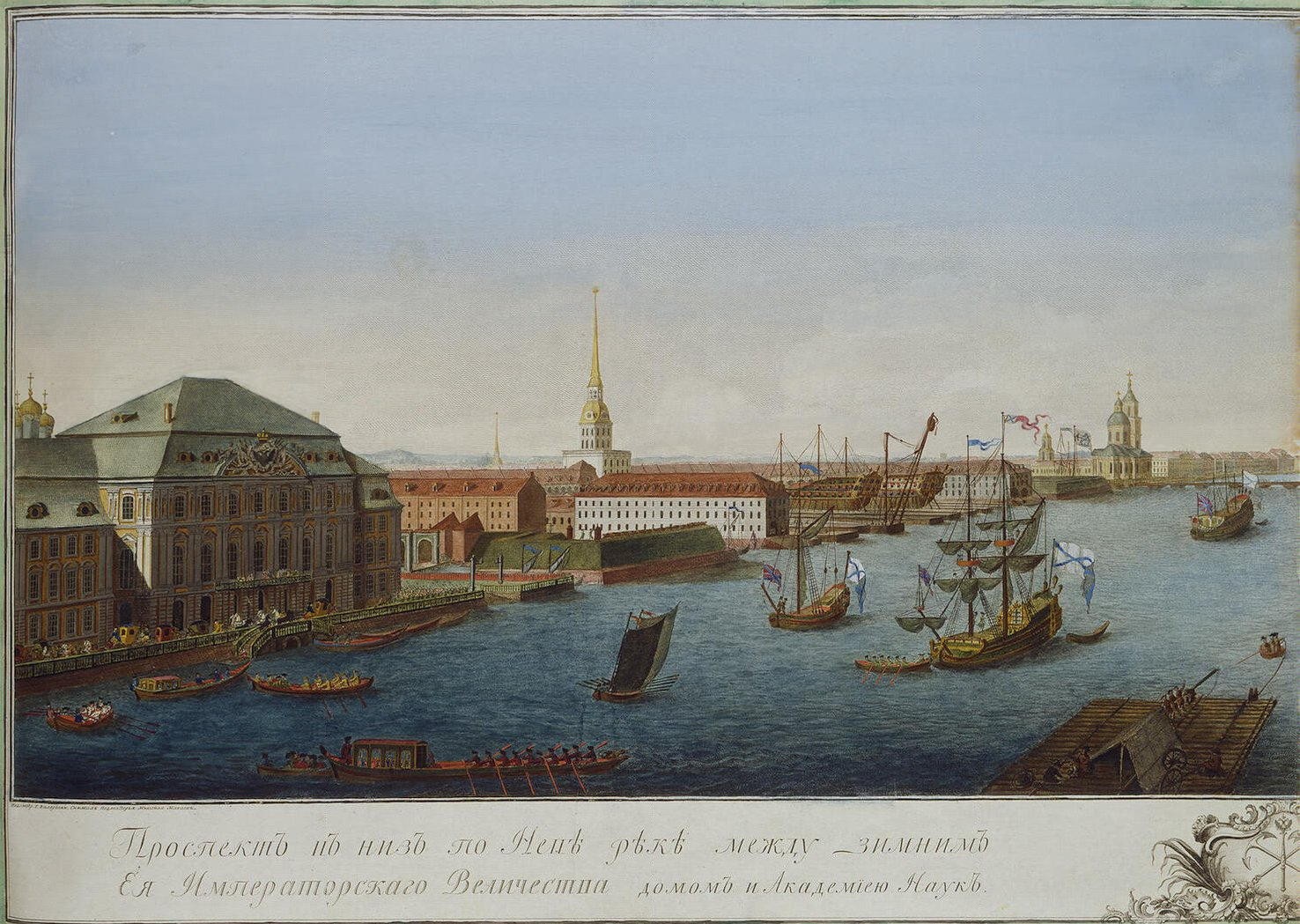
Корабли на Неве.
Гравюра Г. А. Качалова и Е. Г. Виноградова по рисунку М. И. Махаева.

В 1788—1795 годах Сарычев, совместно с корабельным мастером Кольманом, в Санкт-Петербургском адмиралтействе строил 74-пушечный корабль «Святая Елисавета» (спущен на воду 11 сентября 1795 года). В 1792 году Сарычев, совместно с судостроителем Д. А. Масальским, разрабатывал чертежи двух 8-пушечных бригов «Котка» и «Куцал Мулим», которые были построены в Санкт-Петербургском адмиралтействе в 1793—1794 годах.
С 1795 года в Санкт-Петербургском адмиралтействе Сарычев, совместно с корабельным мастером А. И. Мелиховым, строил 38-пушечный парусно-вёсельный фрегат «Богоявление Господне» (заложен 7 марта 1795 года, спущен на воду 24 сентября 1798 года). В 1796 году Адмиралтейств-коллегия по просьбе адмирала А. Н. Сенявина предлагала направить Сарычева в черноморское адмиралтейство, но оставила его в Петербурге, так как он был необходим при строительстве фрегатов. Сарычев не ведая о том, что его оставляют в Санкт-Петербурге, продал всё имущество и издержался на приготовлении к переезду. Оставался в течение двух лет в сложном финансовом положении, и в 1798 году подал в отставку, которая не была принята. 29 сентября 1798 года император удостоил вниманием корабельного мастера и за его искусство в строительстве кораблей пожаловал прибавку к жалованию по 500 рублей в год, а 29 июня 1799 года наградил его орденом Святой Анны 2 степени. 25 ноября 1799 года Сарычев вошёл в состав нового комитета при Адмиралтейств-коллегии для создания описаний и обсуждения вопросов, связанных с мореплаванием, кораблестроением и сохранностью корабельных лесов, где занимался разработкой чертежей новых кораблей.

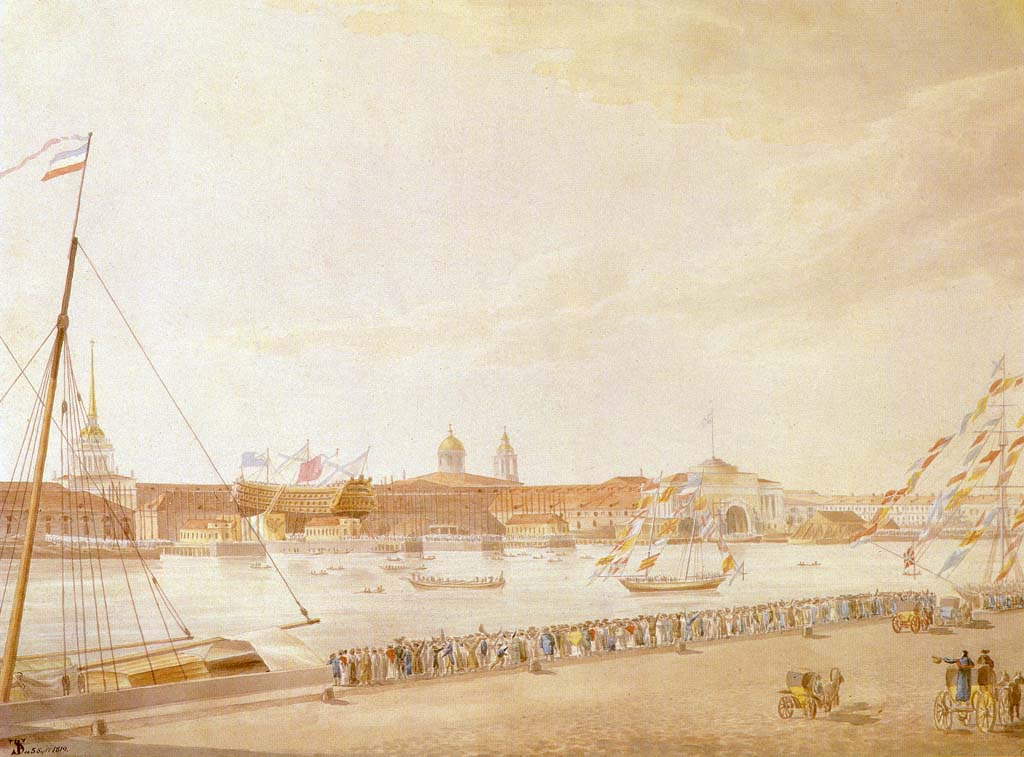
«Спуск корабля на Неве».
Акварель Ф. Ф. Шенрока.

В 1799—1800 годах на Херсонской верфи по проекту А. С. Катасанова, чертежам Масальского и Сарычева были построены 74-пушечные линейные корабли: «Тольская Богородица» (строитель И. И. Тарусов), «Мария Магдалина Вторая» (строитель В. И. Потапов), «Святая Параскева» (строитель М. И. Суравцов). 6 ноября 1799 года В. А Сарычев совместно с корабельным мастером В. И. Потаповым заложил 68-пушечный линейный корабль «Варахаил», который был спущен на воду 12 октября 1800 года.
В 1800 году В. А. Сарычев вместе с корабельным мастером А. С. Катасановым предложил императору Павлу I чертёж колёсного гребного судна. 3 октября 1802 года Сарычев был назначен в комитет, учреждённый для образования флотов, по осмотру строящихся кораблей. После завершения осмотра кораблей, 17 ноября того же года Сарычев был назначен заведовать разборкой по качеству и добротности корабельного леса на верфях Петербурга.
В 1799—1804 годах в Санкт-Петербургском Адмиралтействе Василий Сарычев самостоятельно построил три линейных корабля: 74-пушечный «Зачатие Святой Анны» (спущен на воду 3 мая 1800 года) , 82-пушечный «Рафаил», 80-пушечный «Уриил» и совместно с корабелом А. И. Мелиховым ещё два линейных корабля: 90-пушечный «Твёрдый» и «Скорый».
21 июня 1805 года В. А. Сарычев был назначен управляющим Санкт-Петербургского Главного Адмиралтейства, а с 1807 года стал директором Исполнительной экспедиции Кораблестроительного департамента.
Дальнейшая судьба неизвестна.